# 블롬베르크-프리치 위기

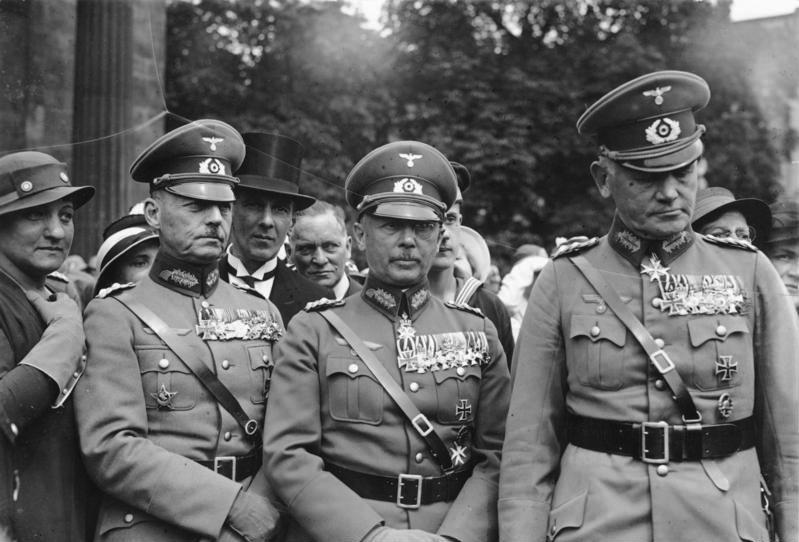
1934년 베를린에서 촬영된 사진. 왼쪽에서 오른쪽으로 게르트 폰 룬트슈테트 대장, 베르너 폰 프리치 대장, 베르너 폰 블롬베르크 상급대장.

블롬베르크-프리치 위기(독일어: Blomberg–Fritsch–Krise)는 1938년 초 나치 독일에서 벌어진 숙군작업이다. 블롬베르크 사건과 프리치 사건이라는 두 차례의 사건을 대개 하나로 묶어 "블롬베르크-프리치"라고 부른다. 이 두 사건의 결과 독일 국방군은 독재자 아돌프 히틀러가 완벽히 예속해 장악하게 되었다. 호스바흐 비망록에서는 히틀러가 당시 자신이 요구하던 전쟁 준비에 소극적이던 두 고위장성 베르너 폰 블롬베르크와 베르너 폰 프리치에게 불만을 가지고 있었다. 히틀러는 이 두명과 함께 다른 장성들과 각료들을 보다 자신에게 충성하는 이들로 갈아치워 군부와 내각에 대한 주도권을 확실히 장악했다. 이때 두 장성을 쫓아낸 방식이 상당히 비열했는데, 블롬베르크의 경우 33살 차이로 결혼한 그 아내 에르나 그룬이 과거 창녀였다는 거짓 기록을 조작했고, 프리치는 동성애자라는 누명을 뒤집어 씌었다. 이 뒷공작에는 모두 게슈타포가 참여했다.
히틀러는 국방군 최고사령부(OKW)를 신설하여 자신에게 충성하는 빌헬름 카이텔을 바지사장으로 앉히고, 프리치의 후임 육군 최고사령부(OKH) 사령관으로는 발터 폰 브라우히치를 앉혔다가 1941년 12월 모스크바 외곽에서의 패배 이후 브라우히치를 예비군으로 좌천시키고 자신이 몸소 OKH 사령관으로 취임했다.
블롬베르크와 프리치는 숙청당한 이후 상이한 길을 걸었다. 프리치는 비록 쫓겨났지만 나치에 대한 지지를 포기하지 않아 수정의 밤을 지지하고 이후 폴란드 침공 때 제12포병연대 명예대령으로 참전했다가 유탄을 맞아 죽는다. 폴란드 침공 당시 최고 계급 사망자였다. 블롬베르크는 독일을 떠나 이탈리아 카프리섬으로 도피해서 2차대전이 끝날 때까지 거기서 조용히 살다가 1946년 죽었다.